# 上西哲平
上西哲平（日语：／ Unishi Teppei，1993年9月1日—）是日本的男性聲優。山梨縣出身。隸屬於81 Produce。

## 人物
在2014年舉辦的第8回81甄選中獲得優秀賞、小學館賞、NOTTV賞。
喜歡《機動戰士GUNDAMSEED》中的煌·大和，並因此想成為聲優。

## 演出作品
※粗體字為主要角色。

### 電視動畫
2017年
- 狐妖小紅娘
- 機動救急警察（所員）
- 偶像時間星光樂園（愛·SAGASHI·輝）

2018年
- 按一按發明 PIKACHIN-KIT（店員）
- 賽馬娘 Pretty Derby（觀眾）
- 三次元女友 REAL GIRL（筒井光[5]）
- 阿宅的戀愛太難（居酒屋店員、男演員、美容院、工作人員）
- 星光頻道（審判、記者、饒舌歌手、路人）
- Pastel Life（路人男1）
- 一人之下 全性篇（龍虎山的道士B）
- 刃牙（學生）
- 工作細胞（一般細胞3）
- 中間管理錄利根川（就活生A）
- 終將成為妳（學生）

2019年
- 星光頻道（Sweet Honey工作人員、由香里爸爸）
- KIRA KIRA HAPPY★ 打開吧！見習神仙精靈（布奇）
- 三次元女友 REAL GIRL 第2期（筒井光[6]）
- 狂賭之淵××（學生）
- 魔法少女特殊戰明日香（卡達）
- 輝夜姬想讓人告白～天才們的戀愛頭腦戰～（棒球社員B）
- 胡蝶綺 ～少年信長～（六郎三郎、織田信友）
- 觸地騎士（橄欖球社員）
- 偶像夢幻祭（男學生）
- 夢幻之星Online2 EPISODE ORACLE（ARKS）
- 星合之空（村井希）

2020年
- 地縛少年花子君（輝的同學、佐藤、帥哥B）
- SHOW BY ROCK!!活力棉花糖!（咖哩屋 店長）
- 〈Infinite Dendrogram〉-無盡連鎖-（夢色吾郎、山賊、觀眾、彼修麥、主宰、觀客）
- 22/7（工作人員、觀眾）
- 女学。～聖女斯克威爾学院～（帥哥老師）
- 籃球少年王（新城學生、大榮部員）
- 魔王學院的不適任者～史上最強的魔王始祖，轉生就讀子孫們的學校～（測驗生、白服男子、黑服男子、皇族、魔王兵）
- 決鬥大師 KING（小雪）
- 月歌。 THE ANIMATION2（攝影師B）

2021年
- 賽馬娘 Pretty Derby Season 2（男性廣播、年輕人B、記者、南、男②）
- IDOLLS!（惡質的街頭銷售人）
- 奇蛋物語 Wonder Egg Priority（訓練員）
- 灼熱卡巴迪（籃球部員1）
- 女朋友 and 女朋友（學生們）
- IDOLiSH7 Third BEAT!（秘書）
- 給不滅的你（侍衛）
- EDENS ZERO（跟班）
- 星光魔法
- 百萬噸級武藏（伊伏隊隊員、淡路武、黑衣男）
- BUILD DIVIDE -#000000-（Demo隊、學生、粉絲）
- 卡片戰鬥！！先導者 overDress（神職）

2022年
- 平凡職業造就世界最強 2nd season（船員A）
- 薔薇王的葬列（侍衛D）
- BUILD DIVIDE -#FFFFFF-（市民、成員、使部、浪士）
- 愛在征服世界後（Layer）
- 受讚頌者 二人的白皇（民、夏赫羅兵）
- 妖怪手錶♪（店員B）
- 青之蘆葦（觀眾、藤宮姬央）
- 奇米萌 CHIMIMO（學生A）
- BLUE LOCK 藍色監獄（松風黑王高中GK）
- 決鬥大師 WIN（最上川伊薩）
- |VAZZROCK THE ANIMATION（惡童B）
- 飆速宅男 LIMIT BREAK（觀眾）

2023年
- 飆速宅男 LIMIT BREAK（箱根學園部員）
- 魔王學院的不適任者 II ～史上最強的魔王始祖，轉生就讀子孫們的學校～（黑服男子、店主）
- 再得一勝！
- 魔術士歐菲 流浪之旅 阿邦拉瑪篇（拉客人、洛蒂西婭的道場練習生、艾德的道場練習生、船上的男人）
- 決鬥大師 WIN 決鬥學園篇（最上川伊薩）
- 百合是我的工作！（男學生、男性客）
- 魔術士歐菲 流浪之旅 聖域篇（訓練生、魔術士、十三使徒）
- 為美好的世界獻上爆焰！（萊茲）
- 冒險大陸 阿尼亞王國（英语：冒険大陸 アニアキングダム）
- 神劍闖江湖－明治劍客浪漫譚－（賭場的年輕人們、海兵、門下生、島田一郎）
- 謊言遊戲（常夜學生3）
- 咒術迴戰 懷玉·玉折 / 澀谷事變（一般人）
- 大小姐和看門犬（男學生）
- 賽馬娘 Pretty Derby Season 3（南、蛋糕店）
- 屍體如山的死亡遊戲（赴火之蟲們、赴火之蟲）
- 『催眠麥克風-Division Rap Battle-』Rhyme Anima +（Crazy Cat Clown）
- 偶像大師 百萬人演唱會！（工作人員[7]）

2024年
- 戰鬥陀螺 X（英二）
- 戰國妖狐（岩人）
- 魔王學院的不適任者 II ～史上最強的魔王始祖，轉生就讀子孫們的學校～（白衣男子）
- 夜晚的水母不會游泳（大眾的聲音）
- 蔚藍檔案（PMC兵）
- 小市民系列（瓜野高彥[8]）

2025年
- 地縛少年花子君2（學生C）
- 小市民系列（第2期）（瓜野高彥[9]）

### 遊戲
2016年
- 新約Arcana Slayer（盧卡斯、傑拉爾）

2017年
- 地球防衛軍5
- 東京龍之都市

### BLCD
- 妊男〜在男校懷孕的我。（2018年，稻葉美雪[10]）

## 外部連結
- 事務所官方簡歷（页面存档备份，存于）（日語）
- 上西哲平的X（前Twitter）（日語）